# Книга Товита
Кни́га Тови́та — книга, входящая в состав Ветхого Завета в православии и католицизме, но отсутствующая в еврейской Библии (Танахе) и не входящая в Ветхий Завет в протестантизме. В Русской православной церкви относится к неканоническим книгам, в католицизме — второканоническим, в иудаизме и протестантизме — апокрифическим, но при этом удалённую из списка Ветхого Завета Мартином Лютером, впрочем как и все второканонические книги. В католицизме признана богодухновенной, в православии  — небогодухновенной (но полезной и назидательной). В книге рассказывается об ослепшем Товите и его сыне Товии, чьим проводником был ангел Рафаил.
Предполагается, что книга Товита была написана на арамейском языке во II веке до н. э. Автор книги неизвестен. Она известна на разных языках, но основным текстом её признается греческий — Септуагинта, c Александрийского кодекса которой сделаны славянский и Синодальный русский переводы. Климент Александрийский пользовался этой книгой как частью Писания, и следовательно, признавал её священной. Амвросий Медиоланский написал сочинение «De Tobia», в котором ставит эту книгу выше обыкновенных сочинений человеческих как книгу пророческую (liber propheticus). Иероним Стридонский, настаивая на исключении книги Товита из числа канонических книг, не отвергает её практической пользы для народа.
Книга Товита — единственный текст Священного Писания, в котором по отношению к Земле Обетованной применён эпитет «земля Авраамова».
При раскопках в Кумране были обнаружены четыре рукописи с фрагментами книги Товита на арамейском и одна рукопись с фрагментами книги на еврейском языке.

## Сюжет
Семья Товита, отца Товии, жила в плену в Ниневии и сначала была богата, но при гонениях Сеннахирима на евреев, была вынуждена скрыться. После смерти царя они вернулись. Товит отличался благотворительностью и погреб убитого еврея, а по иудейскому закону тот, кто в праздник Пятидесятницы прикоснулся к умершему, считался нечистым и не мог войти в дом; потому Товит лег спать на дворе у стены. Ночью ему попали в глаза экскременты от сидевших на стене воробьев, и у него образовались на глазах бельма. Товит не мог работать, семья обеднела и слепец просил у Бога смерти.
Ещё Товит вспомнил о Гаваиле из Раг Мидийских, который был должен ему десять талантов серебра, и отправил своего сына Товию за ними. Товия по приказу отца взял проводника. Товит снарядил сына в дорогу и, отпуская его с путником, сказал: «Бог да сделает счастливым путь ваш и ангел Его да сопутствует вам». Вечером путники пришли к реке Тигру. Товия спустился с берега в воду, чтобы вымыться. В это время на него кинулась рыба. Спутник велел схватить её и выбросить на берег. Они испекли эту рыбу, а сердце, печень и желчь её взяли с собою. Спутник объяснил Товии, что желчь этой рыбы уничтожает бельма, а курение сердцем и печенью её исцеляет от мучения демона.
Они пришли в город Экбатана и остановились у Рагуила, у которого была дочь Сарра. Семь раз выдавали её замуж и все мужья в первый же день умирали. Спутник дал совет Товии жениться на ней, обещая благословение Божие. Товия послушался. Родители Сарры благословили их. Товия и Сарра молились, чтобы Господь благословил их союз. По совету спутника Товия положил печень и сердце пойманной рыбы в кадильницу и тем изгнал демона, который умерщвлял мужей Сарры.
После этого Товия остался в доме тестя на несколько дней, а спутник его взял расписку и сходил за деньгами к Гаваилу. На 14-й день после свадьбы Товия собрался домой. На прощание отец сказал своей дочери: «почитай свекра и свекровь: они теперь твои родители. Желаю слышать о тебе добрый слух». Мать, прощаясь с Товиею, говорила ему: «да даст мне Господь увидеть детей от Сарры, дочери моей. И вот отдаю тебе дочь мою на сохранение; не огорчай её».

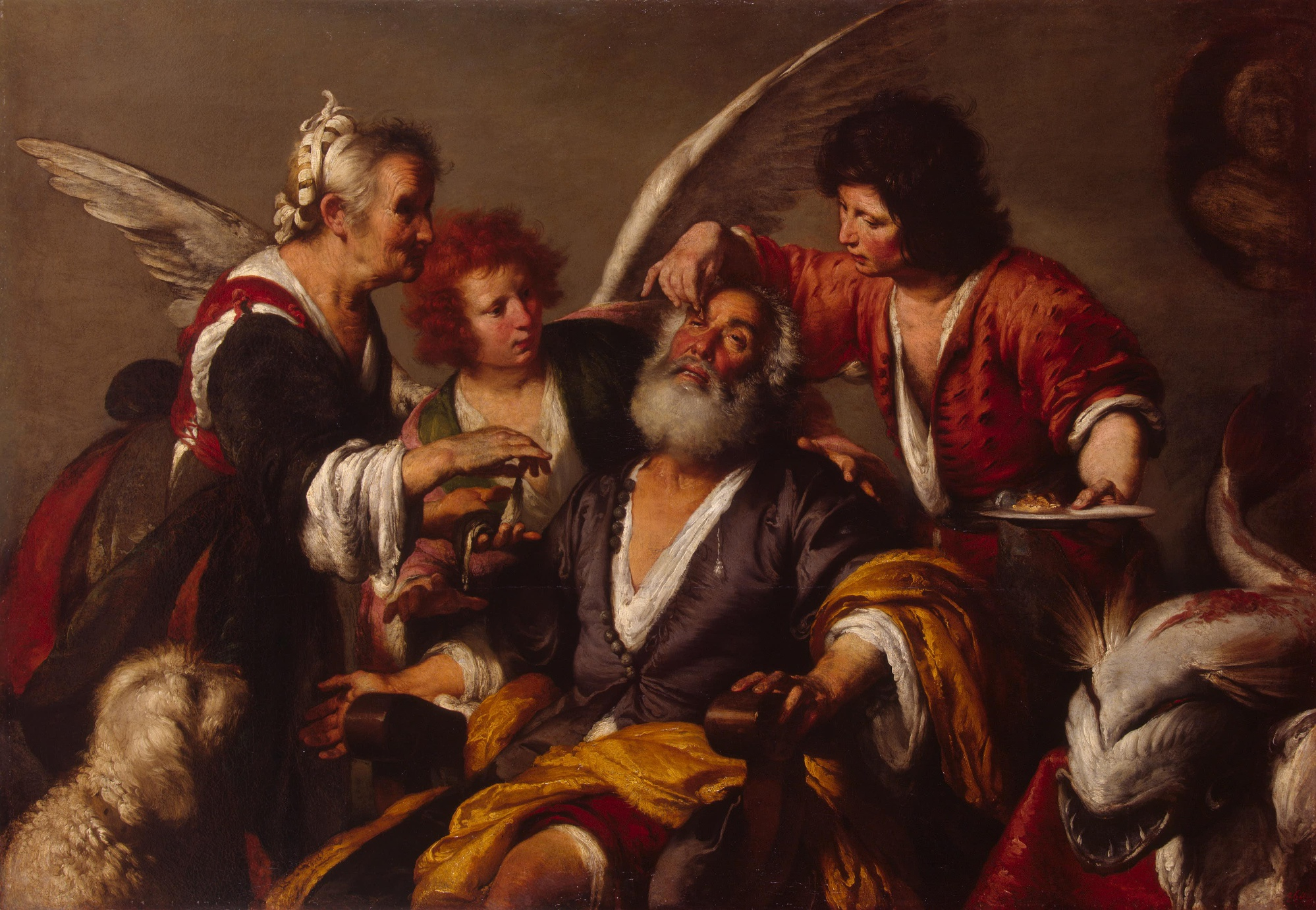
Товия смазывает глаза отца

Товит с женой тем временем сильно скорбели о своем сыне, потому что он опаздывал. Анна каждый день выходила на дорогу и с тоской смотрела вдаль. Однажды она увидала путников и побежала к ним навстречу. В дверях дома Товию встретил отец. Товия помазал отцу глаза желчью рыбы и тем снял бельма с глаз его. Товит увидел сына и заплакал от радости.
Товия рассказал отцу и матери все что с ним случилось, и потом все вместе вышли навстречу Сарре. В благодарность отец и сын предложили проводнику половину имения, но он ответил: «Тайну цареву прилично хранить, а о делах Божиих возвещать похвально. Делайте добро, и зло не постигнет вас. Лучше малое с справедливостью, нежели многое с неправдою; лучше творить милостыню, нежели собирать золото. Не скрою от вас ничего. Когда ты, Товит, и невестка твоя Сарра молились, я возносил ваши молитвы пред Святого; и когда ты погребал умерших, я был с тобою. И вот Господь послал меня исцелить тебя и невестку твою. Я Рафаил, один из семи ангелов, которые возносят к Богу молитвы святых». Отец и сын в страхе пали на землю. Рафаил сказал: «не бойтесь, а вечно благословляйте Бога. По Его воле пришел я. Теперь восхожу к Пославшему меня. Напишите в книгу все, что случилось с вами».
Товит и Товия встали, но уже не видали Ангела хранителя. Все с ними случившееся они записали в книгу, которая называется «Книгою Товита».